# Giuseppe Beotti
Giuseppe Beotti (26. srpna 1912, Gragnano Trebbiense – 20. července 1944, Bardi) byl italský římskokatolický kněz, zabitý během druhé světové války nacistickým vojákem. Katolická církev jej uctívá jako blahoslaveného mučedníka.

## Život
Narodil se dne 26. srpna 1912 ve vesnici Campremoldo Sotto, patřící k městu Gragnano Trebbiense rodičům Emiliovi Beottimu a Ernestě Mori. Pokřtěn byl ještě v den svého narození. Jeho rodiče se živili jako rolníci. Část svého dětství prožil bez otce, který bojoval v první světové válce. V letech 1916–1919 mu na španělskou chřipku a záškrt zemřeli tři bratři a naživu zůstaly jen jeho dvě sestry.
Během studia na střední škole se rozhodl stát knězem a roku 1925 vstoupil do kněžského semináře diecéze Piacenza-Bobbio. Po končení teologického studia byl dne 2. dubna 1938 vysvěcen na kněze. Po krátké době se stal farářem v Borgonovo Val Tidone. Ve svém působišti byl známý svou citlivostí k potřebným.
Roku 1940 byl poslán do města Bardi, kde se stal farářem ve vesnici Sidolo, patřící k městu Bardi. Roku 1944 bylo jeho město napadeno nacistickými vojenskými jednotkami. V té době pomáhal všem občanům, postiženým válkou, včetně asi stovky židovských obyvatelů města. Pomáhal také odbojářům, partyzánům, uprchlým vojákům a válečným zajatcům. Přes nebezpečí své farníky neopustil.
Nacisté jej zatkli a zastřelili v noci 20. července 1944 ve vesnici Sidolo (část města Bardi) spolu s farářem sousední farnosti a jedním seminaristou. Důvodem vraždy byl nesouhlas katolické církve s antisemitismem.

## Úcta
Jeho beatifikační proces započal dne 20. srpna 2010, čímž obdržel titul služebník Boží. Dne 20. května 2023 podepsal papež František dekret o jeho mučednictví.
Blahořečen pak byl dne 30. září 2023 v katedrále Nanebevzetí Panny Marie a sv. Justiny v Piacenze. Obřadu předsedal jménem papeže Františka kardinál Marcello Semeraro.
Jeho památka je připomínána 20. července. Bývá zobrazován v kněžském oděvu.